# Hire-Angrolli, Khanapur
Hire-Angrolli là một làng thuộc tehsil Khanapur, huyện Belgaum, bang Karnataka, Ấn Độ.